# Montaverner
Montaverner – gmina w Hiszpanii, w prowincji Walencja, we wspólnocie autonomicznej Walencja, o powierzchni 7,4 km². W 2011 roku liczyła 1815 mieszkańców.